# 4a etapa del Tour de França de 2017
La 4ª etapa del Tour de França de 2017 es va disputar el 4 de juliol de 2017 entre Mondorf-les-Bains, a Luxemburg, i Vittel, a França, amb una distància de 207,5 quilòmetres.
El vencedor de l'etapa, Arnaud Démare, es va imposar a l'esprint. La victòria li va servir a Démare per col·locar-se primer a la classificació per punts i per fer-se amb el mallot verd, que fins aleshores estava en mans de Marcel Kittel. Per que fa a les altres classificacions, la general, la de la muntanya i la dels joves, no hi va haver canvis al capdavant i van seguir ens mans de Geraint Thomas, Nathan Brown i Pierre Latour respectivament.

## Recorregut
La ruta unia dues ciutats balneari, la luxemburguesa Mondorf-les-Bains i la francesa Vittel. El perfil de l'etapa, sense gaires dificultats, amb una sola cota, al quilòmetre 170, va ser relativament plana i favorable per als velocistes.

## Desenvolupament de l'etapa
Guillaume Van Keirsbulck va protagonitzar l'única escapada del dia, des del quilòmetre 0. Va ser una escapada en solitari, en la qual va arribar a tenir fins a 13 minuts i 30 segons d'avantatge sobre el gran grup. Finalment va ser atrapat pel gran grup a 16 quilòmetres del final, després d'haver anar escapat en solitari al voltant de 190 quilòmetres, fet que li va fer obtenir el premi de la combativitat de l'etapa.
El final de l'etapa es va veure marcat per una doble caiguda. La primera es va produir sobre la pancarta de l'últim quilòmetre i va impedir a Marcel Kittel, afectat per la caiguda, disputar l'esprint final, sent un dels favorits a la victòria. També es va veure afectat el conjunt de l'Equip Sky, amb Geraint Thomas al capdavant, encara que sense conseqüències. La segona caiguda, que va tenir lloc a 200 metres del final, la va protagonitzar Peter Sagan que va donar un cop de colze a Mark Cavendish mentre disputaven l'esprint, fent que aquest caigués al topar amb la tanca, provocant la caiguda d'altres corredors que venien al darrere. Com a conseqüència de la caiguda, Cavendish no va poder prendre la sortida a la cinquena etapa i va abandonar la cursa. Al final de l'etapa l'organització va decidir excloure Peter Sagan del Tour de França, per protagonitzar aquest gest antiesportiu.

## Resultats de l'etapa

### Classificació de l'etapa
| \| Classificació de l'etapa \| Classificació de l'etapa \| Classificació de l'etapa \| Classificació de l'etapa \| Classificació de l'etapa \| \| Corredor \| Corredor \| Equip \| Temps \| \| \| ------------------------ \| ------------------------ \| -------------------------- \| ------------------------ \| ------------------------ \| \| 1r \| Arnaud Démare \| FDJ \| 4h 53' 54" \| \| \| 2n \| Alexander Kristoff \| Katusha-Alpecin \| + 0" \| \| \| 3r \| André Greipel \| Lotto-Soudal \| + 0" \| \| \| 4t \| Nacer Bouhanni \| Cofidis, Solutions Crédits \| + 0" \| \| \| 5è \| Adrien Petit \| Direct Énergie \| + 0" \| \| \| 6è \| Jürgen Roelandts \| Lotto-Soudal \| + 0" \| \| \| 7è \| Michael Matthews \| Team Sunweb \| + 0" \| \| \| 8è \| Manuele Mori \| UAE Team Emirates \| + 0" \| \| \| 9è \| Tiesj Benoot \| Lotto-Soudal \| + 0" \| \| \| 10è \| Zdeněk Štybar \| Quick-Step Floors \| + 0" \| \| |                    |                            |            |
| |                    |                            |            |
| Font: ProCyclingStats |                    |                            |            |
| Classificació de l'etapa |                    |                            |            |
| Corredor | Corredor           | Equip                      | Temps      |
| 1r | Arnaud Démare      | FDJ                        | 4h 53' 54" |
| 2n | Alexander Kristoff | Katusha-Alpecin            | + 0"       |
| 3r | André Greipel      | Lotto-Soudal               | + 0"       |
| 4t | Nacer Bouhanni     | Cofidis, Solutions Crédits | + 0"       |
| 5è | Adrien Petit       | Direct Énergie             | + 0"       |
| 6è | Jürgen Roelandts   | Lotto-Soudal               | + 0"       |
| 7è | Michael Matthews   | Team Sunweb                | + 0"       |
| 8è | Manuele Mori       | UAE Team Emirates          | + 0"       |
| 9è | Tiesj Benoot       | Lotto-Soudal               | + 0"       |
| 10è | Zdeněk Štybar      | Quick-Step Floors          | + 0"       |

### Classificació per punts

#### Esprint intermedi -Goviller(km 157,5)
| Pos. | Ciclista                       | Equip               | Punts |
| ---- | ------------------------------ | ------------------- | ----- |
| 1    | Guillaume Van Keirsbulck (BEL) | Wanty-Groupe Gobert | 20    |
| 2    | Arnaud Démare (FRA)            | FDJ                 | 17    |
| 3    | Peter Sagan (SVK)              | Bora-Hansgrohe      | 15    |
| 4    | André Greipel (GER)            | Lotto-Soudal        | 13    |
| 5    | Marcel Kittel (GER)            | Quick-Step Floors   | 11    |
| 6    | Michael Matthews (AUS)         | Sunweb              | 10    |
| 7    | Ben Swift (GBR)                | UAE Team Emirates   | 9     |
| 8    | Maciej Bodnar (POL)            | Bora-Hansgrohe      | 8     |
| 9    | Mark Cavendish (GBR)           | Dimension Data      | 7     |
| 10   | Sonny Colbrelli (ITA)          | Bahrain-Merida      | 6     |
| 11   | Rüdiger Selig (GER)            | Bora-Hansgrohe      | 5     |
| 12   | Jack Bauer (NZL)               | Quick-Step Floors   | 4     |
| 13   | Thomas De Gendt (BEL)          | Lotto-Soudal        | 3     |
| 14   | Matteo Trentin (ITA)           | Quick-Step Floors   | 2     |
| 15   | Ramon Sinkeldam (NED)          | Sunweb              | 1     |

#### Final d'etapa -Vittel(km 207,5)
| Pos. | Ciclista                   | Equip               | Punts |
| ---- | -------------------------- | ------------------- | ----- |
| 1    | Arnaud Démare (FRA)        | FDJ                 | 50    |
| 2    | Alexander Kristoff (NOR)   | Katusha-Alpecin     | 30    |
| 3    | André Greipel (GER)        | Lotto-Soudal        | 20    |
| 4    | Nacer Bouhanni (FRA)       | Cofidis             | 18    |
| 5    | Adrien Petit (FRA)         | Direct Énergie      | 16    |
| 6    | Jürgen Roelandts (BEL)     | Lotto-Soudal        | 14    |
| 7    | Michael Matthews (AUS)     | Sunweb              | 12    |
| 8    | Manuele Mori (ITA)         | UAE Team Emirates   | 10    |
| 9    | Tiesj Benoot (BEL)         | Lotto-Soudal        | 8     |
| 10   | Zdeněk Štybar (CZE)        | Quick-Step Floors   | 7     |
| 11   | Edvald Boasson Hagen (NOR) | Dimension Data      | 6     |
| 12   | Pieter Vanspeybrouck (BEL) | Wanty-Groupe Gobert | 5     |
| 13   | Marcel Kittel (GER)        | Quick-Step Floors   | 4     |
| 14   | Marcel Sieberg (GER)       | Lotto-Soudal        | 3     |
| 15   | Mike Teunissen (NED)       | Sunweb              | 2     |

### Bonificacions de l'arribada
|   | Ciclista                 | Equip           | Bonificació |
| - | ------------------------ | --------------- | ----------- |
| 1 | Arnaud Démare (FRA)      | FDJ             | 10          |
| 2 | Alexander Kristoff (NOR) | Katusha-Alpecin | 6           |
| 3 | André Greipel (GER)      | Lotto-Soudal    | 5           |

### Gran premi de la muntanya

#### Col des Trois-Fontaines (km 170,5) -4ª categoria(1,9 km a 4,7%)
| Pos. | Ciclista                       | Equip               | Punts |
| ---- | ------------------------------ | ------------------- | ----- |
| 1    | Guillaume Van Keirsbulck (BEL) | Wanty-Groupe Gobert | 1     |

## Rànquings al final de l'etapa

### Classificació general
| \| Classificació general \| Classificació general \| Classificació general \| Classificació general \| Classificació general \| \| Corredor \| Corredor \| Equip \| Temps \| \| \| --------------------- \| --------------------- \| --------------------- \| --------------------- \| --------------------- \| \| 1r \| Geraint Thomas \| Team Sky \| 14h 54' 25" \| \| \| 2n \| Christopher Froome \| Team Sky \| + 12" \| \| \| 3r \| Michael Matthews \| Team Sunweb \| + 12" \| \| \| 4t \| Edvald Boasson Hagen \| Dimension Data \| + 16" \| \| \| 5è \| Pierre Latour \| AG2R La Mondiale \| + 25" \| \| \| 6è \| Philippe Gilbert \| Quick-Step Floors \| + 30" \| \| \| 7è \| Michał Kwiatkowski \| Team Sky \| + 32" \| \| \| 8è \| Tim Wellens \| Lotto-Soudal \| + 32" \| \| \| 9è \| Arnaud Démare \| FDJ \| + 33" \| \| \| 10è \| Nikias Arndt \| Team Sunweb \| + 34" \| \| |                      |                   |             |
| |                      |                   |             |
| Font: ProCyclingStats |                      |                   |             |
| Classificació general |                      |                   |             |
| Corredor | Corredor             | Equip             | Temps       |
| 1r | Geraint Thomas       | Team Sky          | 14h 54' 25" |
| 2n | Christopher Froome   | Team Sky          | + 12"       |
| 3r | Michael Matthews     | Team Sunweb       | + 12"       |
| 4t | Edvald Boasson Hagen | Dimension Data    | + 16"       |
| 5è | Pierre Latour        | AG2R La Mondiale  | + 25"       |
| 6è | Philippe Gilbert     | Quick-Step Floors | + 30"       |
| 7è | Michał Kwiatkowski   | Team Sky          | + 32"       |
| 8è | Tim Wellens          | Lotto-Soudal      | + 32"       |
| 9è | Arnaud Démare        | FDJ               | + 33"       |
| 10è | Nikias Arndt         | Team Sunweb       | + 34"       |

### Classificació per punts
| Classificació per punts | Classificació per punts | Classificació per punts    | Classificació per punts | Classificació per punts |
| Corredor                | Corredor                | Equip                      | Punts                   |                         |
| ----------------------- | ----------------------- | -------------------------- | ----------------------- | ----------------------- |
| 1r                      | Arnaud Démare           | FDJ                        | 124 pts                 |                         |
| 2n                      | Marcel Kittel           | Quick-Step Floors          | 81 pts                  |                         |
| 3r                      | Michael Matthews        | Team Sunweb                | 66 pts                  |                         |
| 4t                      | André Greipel           | Lotto-Soudal               | 63 pts                  |                         |
| 5è                      | Alexander Kristoff      | Katusha-Alpecin            | 43 pts                  |                         |
| 6è                      | Sonny Colbrelli         | Bahrain-Merida             | 38 pts                  |                         |
| 7è                      | Mark Cavendish          | Dimension Data             | 38 pts                  |                         |
| 8è                      | Geraint Thomas          | Team Sky                   | 31 pts                  |                         |
| 9è                      | Ben Swift               | UAE Team Emirates          | 31 pts                  |                         |
| 10è                     | Nacer Bouhanni          | Cofidis, Solutions Crédits | 28 pts                  |                         |

### Classificació dels joves
| Classificació del millor jove | Classificació del millor jove | Classificació del millor jove | Classificació del millor jove | Classificació del millor jove |
| Corredor                      | Corredor                      | Equip                         | Temps                         |                               |
| ----------------------------- | ----------------------------- | ----------------------------- | ----------------------------- | ----------------------------- |
| 1r                            | Pierre Latour                 | AG2R La Mondiale              | 14h 54' 50"                   |                               |
| 2n                            | Aleksei Lutsenko              | Astana                        | + 12"                         |                               |
| 3r                            | Stefan Küng                   | BMC Racing Team               | + 13"                         |                               |
| 4t                            | Emanuel Buchmann              | Bora-Hansgrohe                | + 15"                         |                               |
| 5è                            | Simon Yates                   | Orica-Scott                   | + 20"                         |                               |
| 6è                            | Alberto Bettiol               | Cannondale-Drapac             | + 27"                         |                               |
| 7è                            | Louis Meintjes                | UAE Team Emirates             | + 47"                         |                               |
| 8è                            | Tiesj Benoot                  | Lotto-Soudal                  | + 50"                         |                               |
| 9è                            | Guillaume Martin              | Wanty-Groupe Gobert           | + 1' 17"                      |                               |
| 10è                           | Michael Valgren Andersen      | Astana                        | + 1' 33"                      |                               |

### Gran premi de la muntanya
| Classificació de la muntanya | Classificació de la muntanya | Classificació de la muntanya | Classificació de la muntanya | Classificació de la muntanya |
| Corredor                     | Corredor                     | Equip                        | Punts                        |                              |
| ---------------------------- | ---------------------------- | ---------------------------- | ---------------------------- | ---------------------------- |
| 1r                           | Nathan Brown                 | Cannondale-Drapac            | 3 pts                        |                              |
| 2n                           | Taylor Phinney               | Cannondale-Drapac            | 2 pts                        |                              |
| 3r                           | Nils Politt                  | Katusha-Alpecin              | 2 pts                        |                              |
| 4t                           | Lilian Calmejane             | Direct Énergie               | 1 pt                         |                              |
| 5è                           | Guillaume Van Keirsbulck     | Wanty-Groupe Gobert          | 1 pt                         |                              |
| 6è                           | Michael Matthews             | Team Sunweb                  | 1 pt                         |                              |

### Classificació per equips
| Classificació per equips | Classificació per equips | Classificació per equips | Classificació per equips |
| Equip                    | Equip                    | Temps                    |                          |
| ------------------------ | ------------------------ | ------------------------ | ------------------------ |
| 1r                       | Team Sky                 | 44h 43' 34"              |                          |
| 2n                       | Quick-Step Floors        | + 1' 01"                 |                          |
| 3r                       | Movistar Team            | + 1' 16"                 |                          |
| 4t                       | Bora-Hansgrohe           | + 1' 17"                 |                          |
| 5è                       | Team Sunweb              | + 1' 27"                 |                          |
| 6è                       | Astana                   | + 1' 27"                 |                          |
| 7è                       | Orica-Scott              | + 1' 27"                 |                          |
| 8è                       | BMC Racing Team          | + 1' 28"                 |                          |
| 9è                       | Cannondale-Drapac        | + 1' 39"                 |                          |
| 10è                      | AG2R La Mondiale         | + 2' 07"                 |                          |